# Owoce trujące

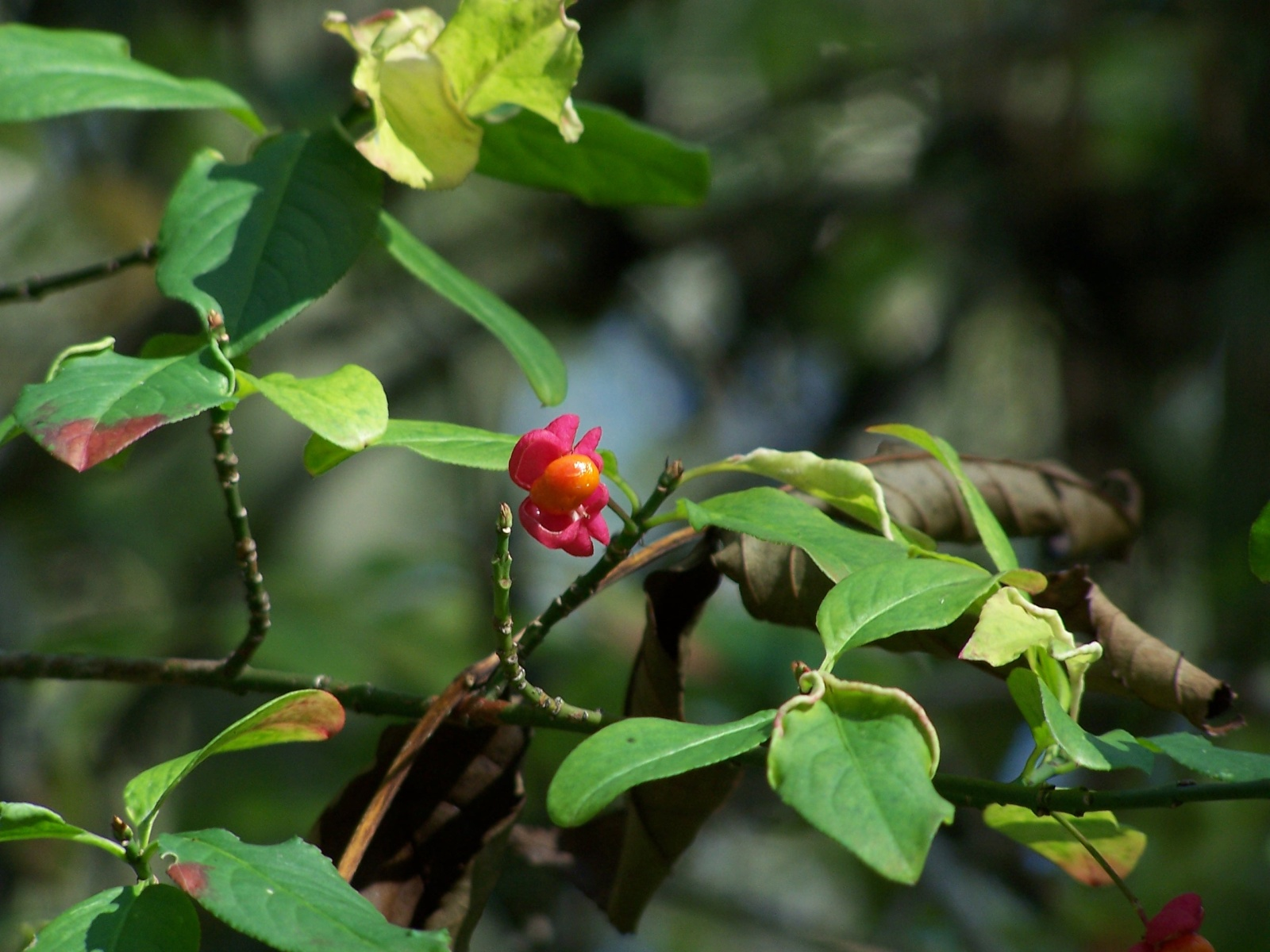
Owoc trzmieliny

Owoce trujące – owoce niektórych krzewów, drzew lub bylin działające toksycznie. Są najczęściej spotykane w lasach, ale także hodowane przez ludzi wyłącznie w celach dekoracyjnych, stąd mogą występować w parkach, a także w ogrodach.
W Polsce ostre zatrucia roślinami stanowią około 1% ogólnej liczby zatruć, z czego 75% występuje u dzieci w wieku do 10 lat. To one dają się zwieść atrakcyjnym wyglądem owoców. Trujące właściwości danego gatunku roślin określane są wielkością występowania w nich tak zwanych ciał czynnych. Do najważniejszych ciał czynnych zalicza się alkaloidy, glikozydy i saponiny.
Toksyczność u roślin zależy od:
- rozwoju i dojrzałości poszczególnych ich części
- pory zbioru
- warunków klimatycznych, glebowych i geograficznych, miejsca ich występowania
  - im dalej na północ, tym mniejsza moc
  - gatunki dzikie przeniesione do uprawy wykazują spadek toksyczności.

Na poszczególne roślinne trucizny istnieje indywidualna wrażliwość i odporność zarówno u ludzi, jak i u zwierząt.

## Owoce leśne słabo trujące
Owoce wywołujące przejściowe zaburzenia żołądkowo-jelitowe oraz ośrodkowego układu nerwowego. Rośliny z takimi owocami to:
- jemioła pospolita białe owoce
- bez czarny tylko niedojrzałe jagody – czerwone
- bez koralowy
- kalina koralowa
- kalina hordowina
- kokoryczka wonna
- kruszyna pospolita

## Owoce leśne średnio trujące
Owoce spożyte w większej ilości mogą być przyczyną zgonu. Do takich roślin należy zaliczyć:
- owoce czerwone – niedojrzała kruszyna pospolita, psianka słodkogórz
- owoce niebieskie – czworolist pospolity, jałowiec wirginijski
- owoce czarne – bez hebd, bluszcz pospolity, czerniec gronkowy, kokoryczka wielokwiatowa, ligustr pospolity, szakłak pospolity.

## Owoce leśne silnie trujące
Owoce zjedzone nawet w małej ilości mogą spowodować śmierć. Do takich roślin należy zaliczyć:
- konwalię majową – śmiertelne zatrucie u dzieci może wystąpić po zjedzeniu kilku czerwonych jagód, a u dorosłych po zjedzeniu więcej niż 30 jagód.
- trzmielina (brodawkowata i pospolita) – różowoczerwone owoce zjedzone w większych ilościach.
- wawrzynek wilczełyko – dla dzieci dawką śmiertelną są 3-4 szkarłatnoczerwone owoce, dla dorosłych 10 – 20 owoców.
- wiciokrzew suchodrzew – spożycie nawet kilku ciemnoczerwonych jagód może spowodować śmiertelne zatrucie.
- jałowiec sawina – szaroniebieskie szyszkojagody zawierają silnie trujący związek, sabinol.
- pokrzyk wilcza jagoda – czarne błyszczące jagody, u dzieci 1-2 jagody powodują ciężkie zatrucia, natomiast dawką śmiertelną dla dorosłych jest 10 – 12 jagód.